# Biały Potok (dopływ Jaworowego Potoku)
Biały Potok (słow. Biely potok) – główny ciek wodny Doliny Białego Potoku znajdującej się w słowackiej części Tatr Wysokich. Jego źródła znajdują się w północnych stokach Karczmarskiego Wierchu, w górnej części Doliny Białego Potoku zwanej Kąciną. Następnie Biały Potok płynie na północny wschód w kierunku Jaworzyny Tatrzańskiej. Nieopodal kościółka św. Anny w Jaworzynie Tatrzańskiej ujęty jest obecnie w sztuczną młynówkę, ale dawniej wpadał on prosto do Jaworowego Potoku i stanowił jego orograficznie lewy dopływ. Wzdłuż Białego Potoku nie prowadzą żadne znakowane szlaki turystyczne. Od nazwy Białego Potoku pochodzi nazewnictwo Doliny Białego Potoku.
Poniżej Jaworzyny Tatrzańskiej Biały Potok płynie równolegle do Jaworowego Potoku, po jego północnej stronie już w obrębie Rowu Podspadzkiego. Uchodzi do Jaworowego Potoku w Podspadach jako jego lewy dopływ w miejscu o współrzędnych 49°17′04″N 20°10′43″E/49,284444 20,178611.